# Halichoerus grypus

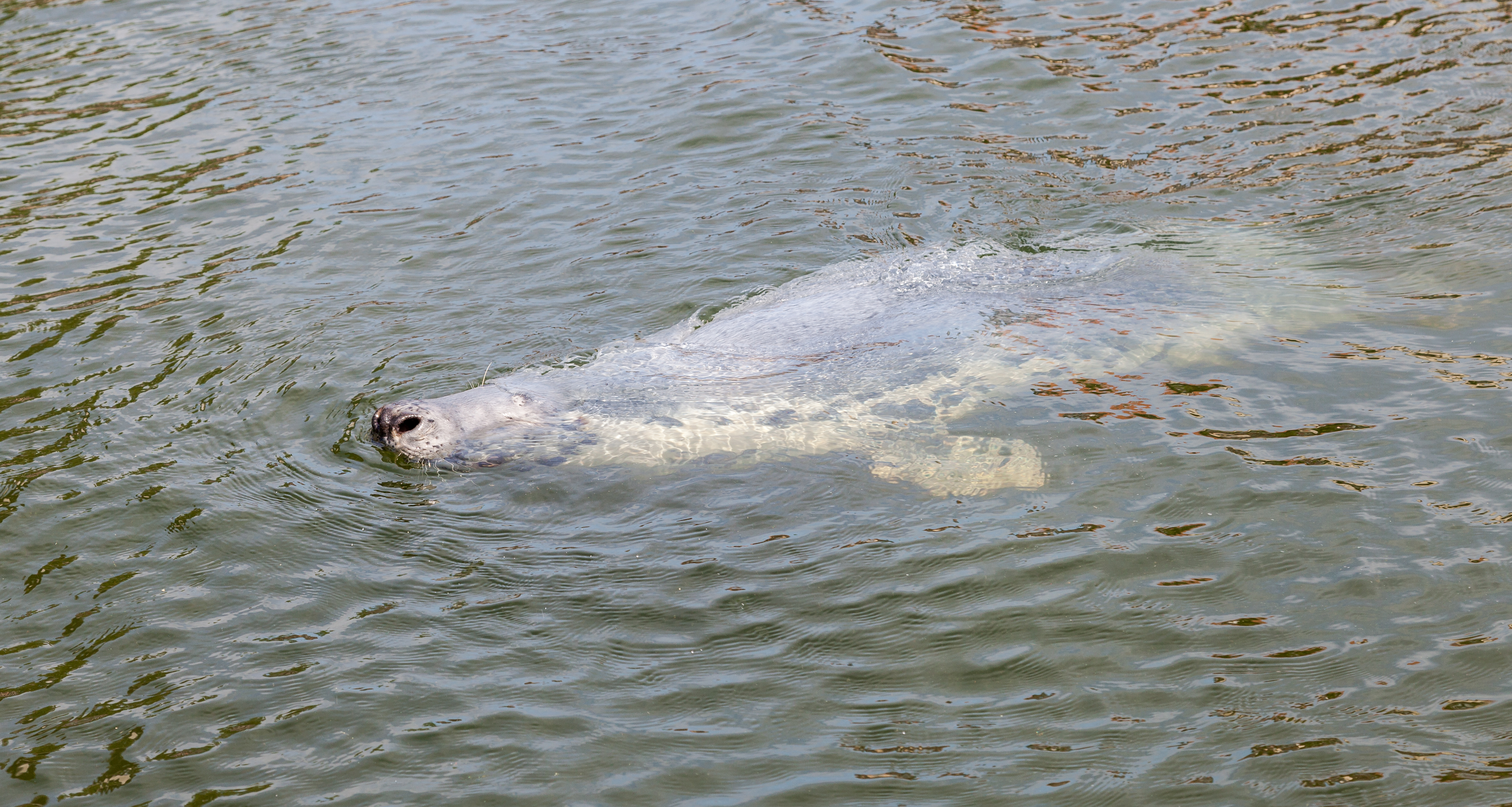
Ejemplar en el agua

La foca gris (Halichoerus grypus) es una especie de mamífero pinnípedo de la familia Phocidae relativamente común en aguas del Atlántico norte. Es la única especie de su género.

## Descripción
Es una foca grande, con ejemplares macho en las poblaciones atlánticas del este que alcanzan 2 o 3 m de largo y que pesan 170-310 kg. Las hembras son mucho más pequeñas, típicamente 1'6-2 m de largo y 100-190 kg de peso. Los individuos del Atlántico occidental suelen ser mucho más grandes, los machos que alcanzan 400 kg y las hembras pesan hasta 250 kg. Se distingue de la foca común por el perfil recto de su cabeza, fosas nasales bien separadas, y menos puntos en el cuerpo. Las focas grises carecen de orejas externas y característicamente tienen hocicos grandes. Los machos son generalmente más oscuros que las hembras, con puntos más ligeros y a menudo cicatrices alrededor del cuello. Las hembras son de color gris plata a marrón con puntos oscuros.

## Ecología y distribución
La foca gris habita en la fachada atlántica de Europa desde la península escandinava al norte de Francia y la costa este de Canadá y norte de Estados Unidos. Además, existen otras colonias en el mar Báltico e Islandia.
En el Reino Unido e Irlanda, la foca gris se reproduce en varias colonias alrededor de las costas. Notablemente las colonias más grandes están en Lincolnshire, la costa de Northumberland y las islas Orcadas.  
En el Atlántico norte occidental, la foca gris se encuentra ampliamente distribuida en las aguas costeras de Canadá y tan al sur como Nueva Jersey en los Estados Unidos. En Canadá, se suele ver en áreas como el golfo de San Lorenzo, Terranova y Quebec. La colonia más grande del mundo está en isla Sable. En los Estados Unidos se encuentra todo el año en Maine y Massachusetts, y un poco menos frecuentemente en los estados del Atlántico Medio. 
Existe una población aislada en el mar Báltico, formando la subespecie H. grypus balticus.
Durante los meses de invierno se pueden ver focas grises en las rocas, las islas y los bajíos no lejos de la costa, llegando ocasionalmente a tierra para descansar. En primavera algunos cachorros acaban en las playas después de separarse de su grupo. Se han reportado casos de ejemplares jóvenes perdidos en playas del norte de España.

## Subespecies
Se reconocen las siguientes subespecies:
- Halichoerus grypus grypus
- Halichoerus grypus macrorhynchus